# دفتر پست عشاق
دفتر پست عشاق (انگلیسی: Lovers' Post Office) یک فیلم کوتاه کمدی به کارگردانی راسکو آرباکل است که در سال ۱۹۱۴ منتشر شد. از بازیگران آن می‌توان به راسکو آرباکل اشاره کرد.

## گزیدهٔ بازیگران
- راسکو آرباکل
- ادوارد دیلان
- مینتا دارفی
- میبل نورماند